# 日本社会主義研究所
日本社会主義研究所（にほんしゃかいしゅぎけんきゅうしょ）は昭和初期の政治団体。

## 概要
1931年（昭和6年）9月に設立された国家社会主義の研究・実践指導団体。行地社で労働組合の担当であった松延繁次（鉄道従業員組合長）を中心とし、この松延が率いる知友社、社会民衆党の赤松克麿一派、国家社会主義を提唱した高畠素之の弟子である津久井龍雄一派を結びつけて設立した。
1932年（昭和7年）4月16日、国家社会主義新党準備会が結成された。準備会は赤松克麿による国家社会主義理論により、以下の四ヶ条が採択された。
- 国民の党なること
- 社会主義の党なること
- 空想的インタナショナルを排して、現実的インタナショナルに立つこと
- 実践的行動主義の党なること

5月8日、大衆党系の国家社会主義派（国社派）が合流し、5月19日に第一回準備会を開き、
5月29日には国民日本党の結党に向けた最終調整が図られた。しかし政策や役員をめぐり赤松らの国家社会主義派と下中らの国民社会主義派に分裂。赤松らは右翼国家主義団体の資金援助を得、社会民衆党・全国労農大衆党の一部を取り込んで、日本国家社会党を結成した。